# Liste des gares des Pyrénées-Orientales

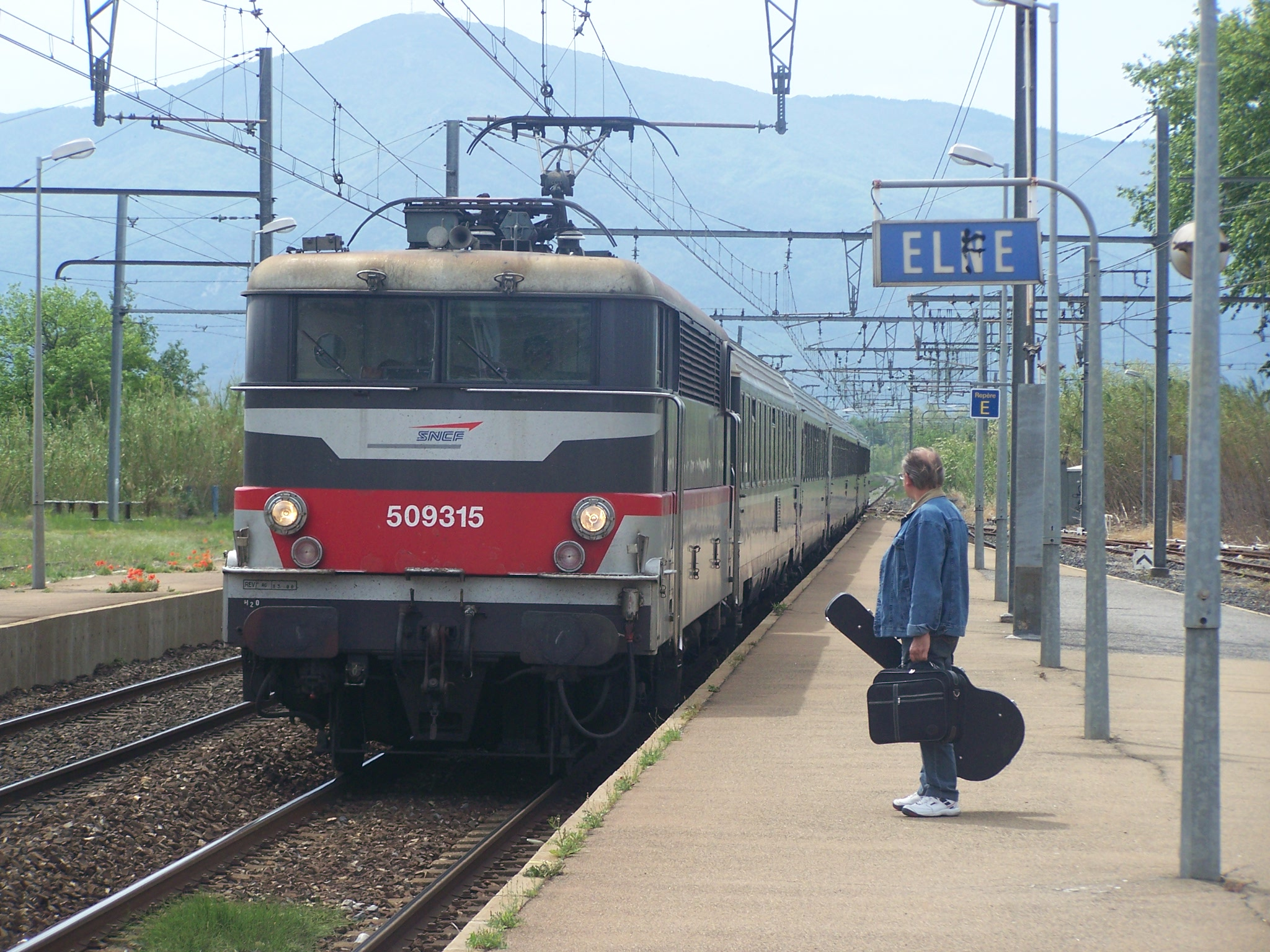
Train en gare d'Elne.

Cette liste des gares des Pyrénées-Orientales a pour objectif de rassembler l'ensemble des gares ferroviaires, existantes ou ayant existé, dans le département des Pyrénées-Orientales. C'est une liste alphabétique comprenant deux classements : gares en service et, en italique, gares fermées ou désaffectées. Les principales gares de préfectures ou sous-préfectures sont indiquées en gras.

## Gares ferroviaires des lignes du réseau national

### Gares ouvertes au trafic voyageurs
- Gare d'Argelès-sur-Mer
- Gare de Banyuls-sur-Mer
- Gare de Cases-de-Pène (train touristique)
- Gare de Caudiès-de-Fenouillèdes (train touristique)
- Gare de Cerbère
- Gare de Collioure
- Gare d'Elne
- Gare d'Espira-de-l'Agly (train touristique)
- Gare d'Estagel (train touristique)
- Gare d'Ille-sur-Têt
- Gare de Latour-de-Carol - Enveitg
- Gare de Marquixanes
- Gare de Maury (train touristique)
- Gare de Millas
- Gare de Perpignan
- Gare de Porté-Puymorens
- Gare de Port-Vendres-Ville
- Gare de Prades - Molitg-les-Bains
- Gare de Ria
- Gare de Rivesaltes
- Gare de Saint-Féliu-d'Avall
- Gare de Saint-Paul-de-Fenouillet (train touristique)
- Gare de Salses
- Gare du Soler
- Gare de Villefranche - Vernet-les-Bains
- Gare de Vinça

### Gares fermées au trafic voyageurs: situées sur une ligne en service
- Gare de Banyuls-dels-Aspres
- Gare de Bouleternère
- Gare du Boulou - Perthus (ouverte au fret)
- Gare de Brouilla
- Gare de Céret
- Gare de Corneilla
- Gare de Domanova-Rodès
- Gare de Néfiach
- Gare d'Ortaffa
- Gare de Palau-del-Vidre
- Gare de Paulilles
- Gare de Porta
- Gare du Racou
- Gare de Saint-Jean-Pla-de-Corts (ouverte au fret)

### Gares fermées au trafic voyageurs: situées sur une ligne fermée
- Gare d'Amélie-les-Bains
- Gare d'Arles-sur-Tech
- Gare de Baixas
- Gare du Barcarès
- Gare de Bompas
- Gare de Canohès
- Gare de Claira
- Gare de Llupia - Terrats
- Gare de Perpignan-Vernet
- Gare de Peyrestortes
- Gare de Pia
- Gare de Ponteilla
- Gare de Saint-Hippolyte
- Gare de Saint-Laurent-de-la-Salanque
- Gare de Thuir
- Gare de Toulouges

## Voie étroite

### Gares ouvertes au trafic voyageurs
- Gare de Béna-Fanès
- Gare de Bolquère - Eyne
- Gare de Bourg-Madame
- Gare d'Err
- Gare d'Estavar
- Gare de Fontpédrouse-Saint-Thomas-les-Bains
- Gare de Font-Romeu-Odeillo-Via
- Gare de Joncet
- Gare de Mont-Louis - La Cabanasse
- Gare de Nyers
- Gare d'Olette - Canaveilles-les-Bains
- Gare d'Osséja
- Gare de Planès
- Gare de Saillagouse
- Gare de Sainte-Léocadie
- Halte de Sauto
- Halte de Serdinya
- Gare de Thuès-Carença
- Gare de Thuès-les-Bains
- Gare d'Ur-Les Escaldes

### Gares fermées au trafic voyageurs situées sur une ligne fermée
- Gare de Can Partere
- Gare de La Forge del Mitg
- Gare de Manyaques
- Gare du Pas-du-Loup
- Gare de Puig Redon
- Gare de Prats-de-Mollo
- Gare de Saint-Laurent-de-Cerdans
- Gare du Tech

## Les lignes ferroviaires

### En service
- Ligne de Perpignan à Villefranche - Vernet-les-Bains
- Ligne de Cerdagne
- Ligne de Portet-Saint-Simon à Puigcerda (frontière)
- Ligne de Narbonne à Port-Bou (frontière)
- Ligne d'Elne à Arles-sur-Tech (fret, partiellement)
- Ligne de Carcassonne à Rivesaltes (train touristique)

### Désaffectée
- Ligne de Perpignan à Thuir
- Ligne de Pia à Baixas
- Ligne de Perpignan au Barcarès
- Ligne d'Arles-sur-Tech à Prats-de-Mollo